# Festivali i Këngës 2011
Das 50. Festivali i Këngës fand vom 26. bis 29. Dezember 2011 statt und war der albanische Vorentscheid für den Eurovision Song Contest 2012 in Baku.

## Format

### Konzept
Der albanische Beitrag wurde erneut durch das Festivali i Këngës (FiK) gewählt, das bereits seit 1962 jährlich stattfindet und 2011 seine 50. Ausgabe feierte. Neben den üblichen zwei Halbfinalen gab es auch eine Jubiläumsshow, in denen Klassiker und Evergreens aus den vergangenen 49 Jahren gesungen wurden. Unter den dortigen Sängern fanden sich mit Aurela Gaçe und Frederik Ndoci auch zwei ehemalige albanische Eurovisionsvertreter. Neben den beiden Halbfinalen umfasste das FiK somit vier Abende.
In den Halbfinalen wurden jeweils 14 Lieder vorgestellt, nach der Wertung einer Jury qualifizierten sich zehn dieser Lieder für das Finale am 29. Dezember, in dem ebenfalls eine Jury entschied. Zuvor gab es Meldungen, dass der Sieger allein durch eine Telefonabstimmung bestimmt werden sollte, dies bewahrheitete sich jedoch nicht.

## Halbfinale
| Erster Abend – 26. Dezember 2011 | Erster Abend – 26. Dezember 2011 | Erster Abend – 26. Dezember 2011                              |
| Startnr.                         | Interpret                        | Lied Musik (M) und Text (T)                                   |
| -------------------------------- | -------------------------------- | ------------------------------------------------------------- |
| 01                               | Gerta Mahmutaj                   | Pyete zemrën M: Flamur Shehu; T: Rozana Radi                  |
| 02                               | Entela Zhula                     | Ndjehem bosh M: Edmond Veizaj; T: Entela Zhula                |
| 03                               | Bashkim Alibabi                  | Këngën time merr vehtë M: Bashkim Alibabi; T: Jorgo Papingji  |
| 04                               | Samanta Karavello                | Zgjomë një tjetër ëndërr M: Gent Myftaraj; T: Pandi Laço      |
| 05                               | Endri & Stefi                    | Mbi çdo illuzion M: Voltan Prodani; T: Timo Flloko            |
| 06                               | Rona Nishliu                     | Suus M: Florent Boshnjaku; T: Runa Nishliu                    |
| 07                               | Rudina Delia                     | Më kërko M: Luan Zhegu; T: Rudina Delia                       |
| 08                               | Marjeta Billo                    | Vlen sa një jetë M: Klodian Qafoku; T: Arben Duka             |
| 09                               | Claudio La Regina                | Kur të pasha M: Francesco Scaravaglione; T: Claudio La Regina |
| 10                               | Herciana Matmuja                 | Aty ku më le M: Shpëtim Kushta; T: Agron Tufa                 |
| 11                               | Orinda Huta                      | Dorëzohem M: Alban Kondi; T: Tyrin Hyska                      |
| 12                               | Altin Goci                       | Ktehem prapë M: Altin Goci; T: Klodi Shehu                    |
| 13                               | Elton Deda                       | Kristal M: Elton Deda; T: Sokol Marsi                         |
| 14                               | Evans Rama                       | Ti nuk mundesh M: Fabian Asllani; T: Ilir Hoxha               |

| Zweiter Abend – 27. Dezember 2011 | Zweiter Abend – 27. Dezember 2011 | Zweiter Abend – 27. Dezember 2011                    |
| Startnr.                          | Interpret                         | Lied Musik (M) und Text (T)                          |
| --------------------------------- | --------------------------------- | ---------------------------------------------------- |
| 01                                | Toni Mehmetaj                     | Ëndrra e parë M: Edmond Zhulali; T: Agim Doçi        |
| 02                                | Dr. Flori                         | Personale M/T: Dr. Flori                             |
| 03                                | Kamela Islamaj                    | Mbi yje M: Alban Male; T; I. Sojli                   |
| 04                                | Frederik Ndoci                    | Oh… jeta ime M: Lejla Agolli; T: Frederik Ndoci      |
| 05                                | Marsida Saraçi                    | Eja më merr M: Enis Mullaj; T: Arbër Arapi           |
| 06                                | Bojken Lako                       | Të zakonshëm M/T: Bojken Lako                        |
| 07                                | Sindi Berisha                     | Braktisur M: Kristi Popa; T: P. Troja                |
| 08                                | Mariza Ikonomi                    | Më ler të të dua M: Sokol Marsi; T: Jorgo Papingji   |
| 09                                | Kujtim Prodani                    | Digjem M: Kujtim Prodani; T: A. Biba                 |
| 10                                | Iris Hoxha                        | Pa ty… asnjë sekond M: Edmon Rrapi; T: L. Shqiponja  |
| 11                                | Saimir Braho                      | Ajër M: Ilir Dangellia; T: I. Kurti, Saimir Braho    |
| 12                                | Goldi Halili                      | Rroj për dashurinë M: Fatrin Krajka; T: Agim Doçi    |
| 13                                | Xhensila Myrtezaj                 | Lulet mbledh për hënën M: Genti Lako; T: P. Papingji |
| 14                                | Elhaida Dani                      | Mijëra vjet M: Endri Sina; T: Sokol Marsi            |

 Kandidat hat sich für das Finale qualifiziert.

## Finale
In der Wertungsphase traten neben einem Kinderchor auch alle ehemaligen Eurovisionsvertreter des Landes seit 2004 mit gekürzten Versionen ihrer Wettbewerbsbeiträge auf – Anjeza Shahini mit The Image of You (2004), Ledina Çelo mit Tommorow I Go (2005), Frederik Ndoci mit Hear My Plea (2007), Olta Boka mit Zemrën e lamë peng (2008), Kejsi Tola mit Carry Me in Your Dreams (2009), Juliana Pasha mit It’s All about You (2010) und Aurela Gaçe mit Feel the Passion (2011); Luiz Ejlli war nicht anwesend, stattdessen wurde ein Video seines Auftrittes beim Eurovision Song Contest 2006 gezeigt. Zudem wurden Wettbewerbspreise vergeben:
- Beste Interpretation: Rona Nishliu
- Bester Liedtext: Sokol Marsi für Kristal
- Beste Melodie: Endri Sana für Mijëra vjet
- Beste Orchestrierung: Klodian Qafoku für Vlen Sa Një Jetë

| Platz | Startnr. | Interpret         | Lied Musik (M) und Text (T)                                  | Punkte |
| ----- | -------- | ----------------- | ------------------------------------------------------------ | ------ |
| 01.   | 13       | Rona Nishliu      | Suus M: Florent Boshnjaku; T: Runa Nishliu                   | 77     |
| 02.   | 11       | Elton Deda        | Kristal M: Elton Deda; T: Sokol Marsi                        | 55     |
| 03.   | 02       | Saimir Braho      | Ajër M: Ilir Dangellia; T: I. Kurti, Saimir Braho            | 50     |
| 04.   | 19       | Samanta Karavello | Zgjomë një tjetër ëndërr M: Gent Myftaraj; T: Pandi Laço     | 47     |
| 05.   | 10       | Altin Goci        | Ktehem prapë M: Altin Goci; T: Klodi Shehu                   | 38     |
| 06.   | 12       | Endri & Steffi    | Mbi çdo illuzion M: Voltan Prodani; T: Timo Flloko           | 25     |
| 06.   | 14       | Kamela Islamaj    | Mbi yje M: Alban Male; T; I. Sojli                           | 25     |
| 08.   | 20       | Dr. Flori         | Personale M/T: Dr. Flori                                     | 21     |
| 09.   | 07       | Iris Hoxha        | Pa ty… asnjë sekond M: Edmon Rrapi; T: L. Shqiponja          | 19     |
| 10.   | 01       | Bojken Lako       | Të zakonshëm M/T: Bojken Lako                                | 18     |
| 11.   | 16       | Mariza Ikonomi    | Më ler të të dua M: Sokol Marsi; T: Jorgo Papingji           | 13     |
| 12.   | 06       | Toni Mehmetaj     | Ëndrra e parë M: Edmond Zhulali; T: Agim Doçi                | 10     |
| 13.   | 05       | Xhensila Myrtzaj  | Lulet mbledh për hënën M: Genti Lako; T: P. Papingji         | 08     |
| 14.   | 03       | Marjeta Billo     | Vlen sa një jetë M: Klodian Qafoku; T: Arben Duka            | 0      |
| 14.   | 04       | Hersi Matmuja     | Aty ku më le M: Shpëtim Kushta; T: Agron Tufa                | 0      |
| 14.   | 08       | Gerta Mahmutaj    | Pyete zemrën M: Flamur Shehu; T: Rozana Radi                 | 0      |
| 14.   | 09       | Bashkim Alibabi   | Këngën time merr vehtë M: Bashkim Alibabi; T: Jorgo Papingji | 0      |
| 14.   | 15       | Frederik Ndoci    | Oh… jeta ime M: Lejla Agolli; T: Frederik Ndoci              | 0      |
| 14.   | 17       | Elhaida Dani      | Mijëra vjet M: Endri Sina; T: Sokol Marsi                    | 0      |
| 14.   | 18       | Rudina Delia      | Më kërko M: Luan Zhegu; T: Rudina Delia                      | 0      |

## Eurovision Song Contest
Rona Nishliu soll somit Albanien beim Eurovision Song Contest 2012 in Baku vertreten. Dort soll sie in einem der beiden Halbfinale ihren Wettbewerbsbeitrag Suus singen. An diesem sind allerdings noch Veränderungen nötig, da er die Höchstdauer von drei Minuten beim Eurovision Song Contest deutlich überschreitet. 
Nishliu, die 1986 in Mitrovica im Kosovo geboren wurde, ist die erste Kosovo-Albanerin, die Albanien beim internationalen Wettbewerb vertritt.